# Ludwig Spängler

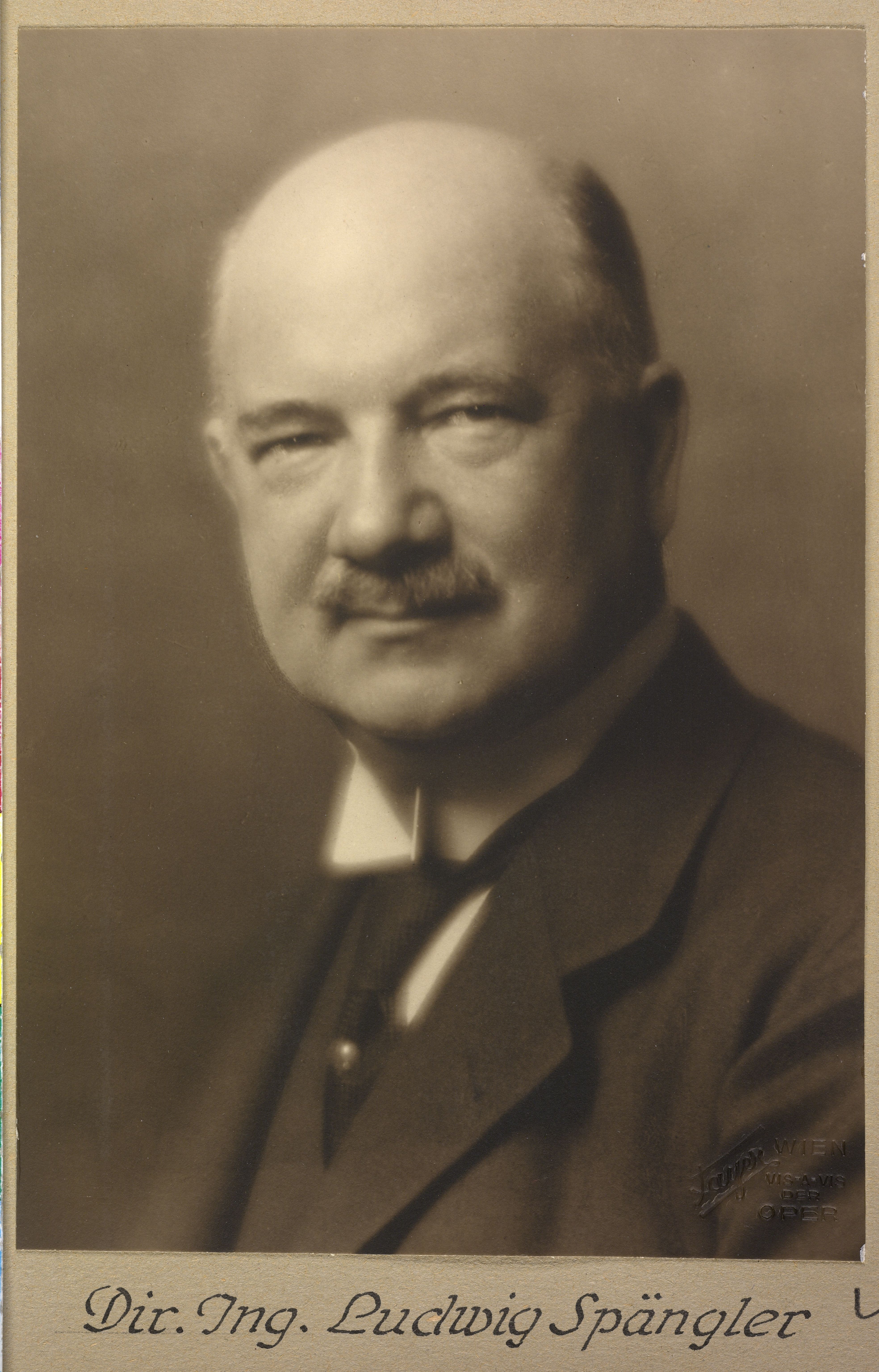
Ludwig Spängler (1927)

Ludwig Spängler (* 10. Oktober 1865 in Riedau, Oberösterreich; † 27. Oktober 1938 in Wien) war ein österreichischer Techniker und Eisenbahningenieur. Er prägte die Entwicklung der Wiener Straßenbahn in den Jahren 1903 bis 1930 als Direktor der Gemeinde Wien – städtische Straßenbahnen (WStB) maßgeblich.

## Leben
Spängler war der gleichnamige Sohn von Ludwig Spängler, Oberinspektor der k.k. Staatsbahnen. Nach dem Besuch der Realschule in Wien studierte er in den Jahren 1882–1887 Maschinenbau an der Technischen Hochschule und legte 1888 die 2. Staatsprüfung ab. In den Jahren 1888 und 1889 wirkte Spängler als Ingenieur-Assistent bei den k.k. Staatsbahnen und 1889 – 1892 als Konstrukteur für Maschinenbau an der Technischen Hochschule Wien bei Johann von Radinger.
1892 trat Ludwig Spängler in den Dienst der österreichischen Niederlassung von Siemens & Halske, hier war er u. a. für die Elektrifizierung der Budapester Pferdestraßenbahn und der Sarajewoer Pferdestraßenbahn zuständig. 1901 leitete er den ersten Elektrifizierungsversuch der Wiener Dampfstadtbahn und wurde Prokurist der für diese zuständigen Commission für Verkehrsanlagen in Wien.
Ab 1900 kam es unter Bürgermeister Karl Lueger zur Kommunalisierung der städtischen Infrastruktur. Spängler wurde 1902 Leiter der von Siemens & Halske gegründeten und aus der Wiener Tramwaygesellschaft hervorgegangenen Bau- und Betriebsgesellschaft für städtische Straßenbahnen (BBG), welche gemeinsam mit den anderen Straßenbahnunternehmen von der Gemeinde Wien übernommen wurden. Schließlich wurde er am 1. Juli 1903 erster Direktor der Unternehmung Gemeinde Wien – Städtische Straßenbahnen. In Folge erwarb er sich besondere Verdienste um die Umwandlung der Straßenbahn von einem privatwirtschaftlichen in ein gemeinwirtschaftliches Unternehmen.
Unter seiner Ägide wurde der Betrieb zu einem leistungsfähigen Straßenbahnbetrieb ausgebaut und zahlreiche Modernisierungen durchgeführt, wie beispielsweise die Einführung des Autobusbetriebes oder die Anschaffung moderner, geschlossener Wagen wie die Type H und die Type K.
Ebenso wurden unter Spängler zahlreiche Sozialleistungen für die Bediensteten geschaffen, wie u. a. eine Verkürzung der Arbeitszeit, Anhebung der Löhne sowie Zulagen, Ausbau der Aufenthalts- und Sanitätsräume und die Schaffung von Gemeinschaftsküchen und der erleichterte Zugang zu Lebensmitteln während des Ersten Weltkriegs. In dieser Zeit wurden auch in zunehmendem Maße Güter mit der Straßenbahn transportiert, für besonders stromsparendes Fahren gab es für die Motorführer Prämien. Ebenso geht die Verbesserung des Gesundheitswesens der Bediensteten durch die Schaffung von Betriebsambulatorien und Erholungsheimen, einem Kurheim in Bad Schallerbach sowie einer Lungenheilanstalt in Strengberg auf seine Initiative zurück.
Obwohl vormals ein Christlichsozialer und Parteigänger Luegers, wurde er aufgrund seiner Verdienste um das Unternehmen auch im Roten Wien der Zwischenkriegszeit im Amt belassen. 1920 bis 1925 wurde die Wiener Stadtbahn von der Gemeinde Wien übernommen und unter seiner Führung elektrifiziert. Die dazu angeschafften Fahrzeuge der Type N wurden ab 1927 durch die weitgehend ähnlich gestalteten Straßenbahnwagen der Type M ergänzt. Zudem wurde die Reklame auf Straßenbahnfahrzeugen als zusätzliche Einnahmequelle eingeführt. Unter seiner Leitung stiegen die Fahrgastzahlen von 171,9 Millionen im Jahr 1904 auf über 600 Millionen im Jahr 1929 an.
Spängler war Inhaber von mehreren Patenten im Bereich des Eisenbahnwesens, Autor zahlreicher Artikel in Fachzeitschriften sowie langjähriger Funktionär in nationalen und internationalen Fachverbänden, wie beispielsweise 1920 – 1927 Präsident des Internationalen Straßenbahn- und Kleinbahnvereines. Zudem war er Ehrenmitglied des Reichsverbands Deutscher Verkehrsverwaltungen und leitete zuletzt den Österreichischen Verkehrsbund. Ludwig Spängler war Träger von zahlreichen Auszeichnungen, unter anderem des Komturkreuzes des Österreichischen Verdienstordens im Ständestaat.
Im Jahr 1930 suchte Spängler um seine Pensionierung an und lebte fortan bis zu seinem Tode im Jahr 1938 in Wien. Er liegt auf dem Hütteldorfer Friedhof (Grab 2, Gruft 159) begraben.